# Huta Katowice
Huta Katowice (česky „Huť Katovice“) je hutnický kombinát nacházející se v polském městě Dąbrowa Górnicza. V areálu hutě se nachází hutnické a ocelářské provozy náležející v současnosti společnosti ArcelorMittal Poland S.A., ale také např. Koksovna „Przyjaźń“ (Přátelství).

## Historie
Vláda Polské lidové republiky rozhodla o zahájení přípravných prací na stavbě hutě v září 1971 a 15. dubna následujícího roku byla stavba zahájena.
Od roku 1976 se postupně rozbíhal provoz jednotlivých provozů hutě, jako první byla 30. září 1976 dána do provozu válcovna polotovarů. 3. prosince 1976 následoval první odpich surového železa z vysoké pece a o několik dnů později byla vyrobena první ocel z kyslíkového konvertoru.
V květnu 1976 byl zřízen státní podnik Kombinat Metalurgiczny Huta Katowice w Dąbrowie Górniczej, kam byla začleněna nejen Huta Katowice, ale také Huta im. F. Dzierżyńskiego (dnes Huta Bankowa) Dąbrowa Górnicza a koksovna Zakłady Koksownicze im. Powstańców Śląskich w Zdzieszowicach. V roce 1984 pak byla do kombinátu začleněna také koksovna „Przyjaźń“ Dąbrowa Górnicza, v roce 1986 Zakład Przerobu Złomu w Piekle (tj. Závod na zpracování šrotu v Pekle, Piekło je místní část města) Dąbrowa Górnicza a od roku 1986 také Zakład Przerobu Złomu Swarzędz.
Od 24. července 1991 došlo k transformaci podniku na akciovou společnost Huta Katowice S.A. 1. ledna 2003 se společnost stala součástí holdingu Polskie Huty Stali S.A., kde vystupovala jako Pobočka Dąbrowa Górnicza. 27. října 2003 byl státní podíl ve společnosti Polskie Huty Stali prodán firmě LNM Holdings NV kontrolované Lakšmím Mittalem. V roce 2004 se tak název společnosti změnil na Ispat Polska Stal S.A., o rok později na Mittal Steel Poland S.A. V roce 2007 pak došlo ke změně na současný název ArcelorMittal Poland S.A.